# Белейр-Біч (Флорида)
Белейр-Біч (англ. Belleair Beach) — місто (англ. city) в США, в окрузі Пінеллас штату Флорида. Населення — 1633 особи (2020).

## Географія
Белейр розташований за координатами 27°55′40″ пн. ш. 82°50′14″ зх. д. / 27.92778° пн. ш. 82.83722° зх. д. (27.927685, -82.837322). За даними Бюро перепису населення США в 2010 році місто мало площу 4,45 км², з яких 1,24 км² — суходіл та 3,21 км² — водойми.

## Демографія
Згідно з переписом 2010 року, у місті мешкало 1560 осіб у 749 домогосподарствах у складі 504 родин. Густота населення становила 350 осіб/км². Було 1105 помешкань (248/км²). 
Расовий склад населення:
| - 95,7 % — білих - 1,0 % — азіатів - 0,4 % — чорних або афроамериканців - 0,1 % — корінних американців |

До двох чи більше рас належало 2,2 %. Іспаномовні становили 3,7 % усіх жителів.
За віковим діапазоном населення розподілялося таким чином: 12,2 % — особи молодші 18 років, 56,2 % — особи у віці 18—64 років, 31,6 % — особи у віці 65 років та старші. Медіана віку мешканця становила 57,8 року. На 100 осіб жіночої статі у місті припадало 93,5 чоловіків; на 100 жінок у віці від 18 років та старших — 90,9 чоловіків також старших 18 років.
Середній дохід на одне домашнє господарство становив 160 766 доларів США (медіана — 91 250), а середній дохід на одну сім'ю — 194 302 долари (медіана — 115 664). Медіана доходів становила 100 417 доларів для чоловіків та 61 000 доларів для жінок. За межею бідності перебувало 5,0 % осіб, у тому числі 8,7 % дітей у віці до 18 років та 6,8 % осіб у віці 65 років та старших.
Цивільне працевлаштоване населення становило 573 особи. Основні галузі зайнятості: фінанси, страхування та нерухомість — 23,0 %, освіта, охорона здоров'я та соціальна допомога — 21,3 %, науковці, спеціалісти, менеджери — 19,4 %.